# Fairchild C-82 Packet
Fairchild C-82 Packet byl dvoumotorový dvoutrupý nákladní letoun vyvinutý za druhé světové války americkou společností Fairchild Aircraft. Pro USAAF (později USAF) bylo (včetně prototypu) postaveno 224 kusů C-82. Letoun byl používán zejména k přepravě nákladu a vojáků. Několik jich také bylo využíváno ke shozu výsadkářů a k vleku nákladních kluzáků. Několik C-82 Packet bylo použito během blokády Berlína, kdy leteckým mostem převážely do města rozmontované automobily. Po vyřazení část letounů získaly civilní přepravci. Vzniklo několik modifikací letounu, některé byly dokonce vybaveny pomocným proudovým motorem. Vývoj výrazně zdokonalené verze C-82B nakonec vyústil ve výrazně úspěšnější typ Fairchild C-119 Flying Boxcar.

## Vývoj

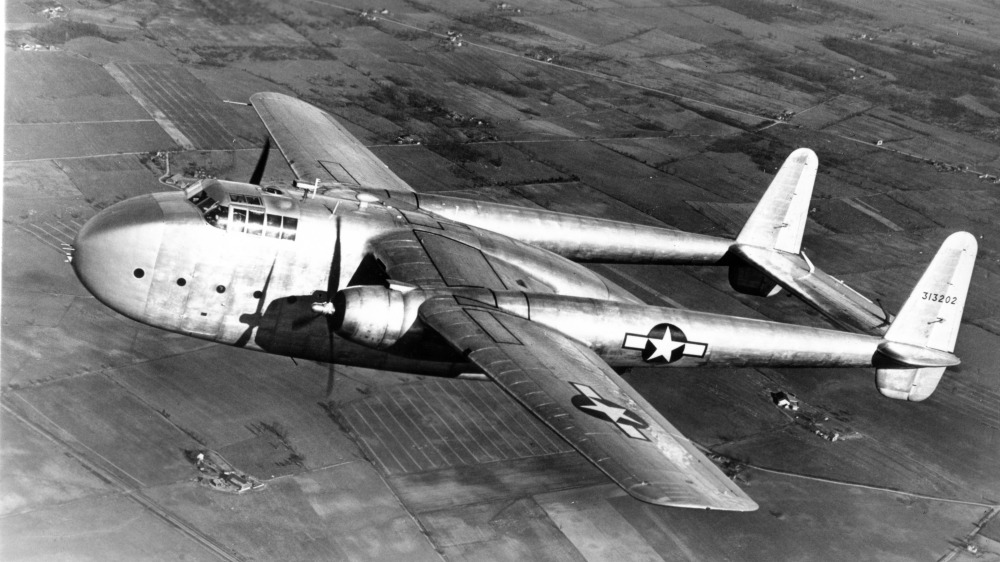
Prototyp XC-82

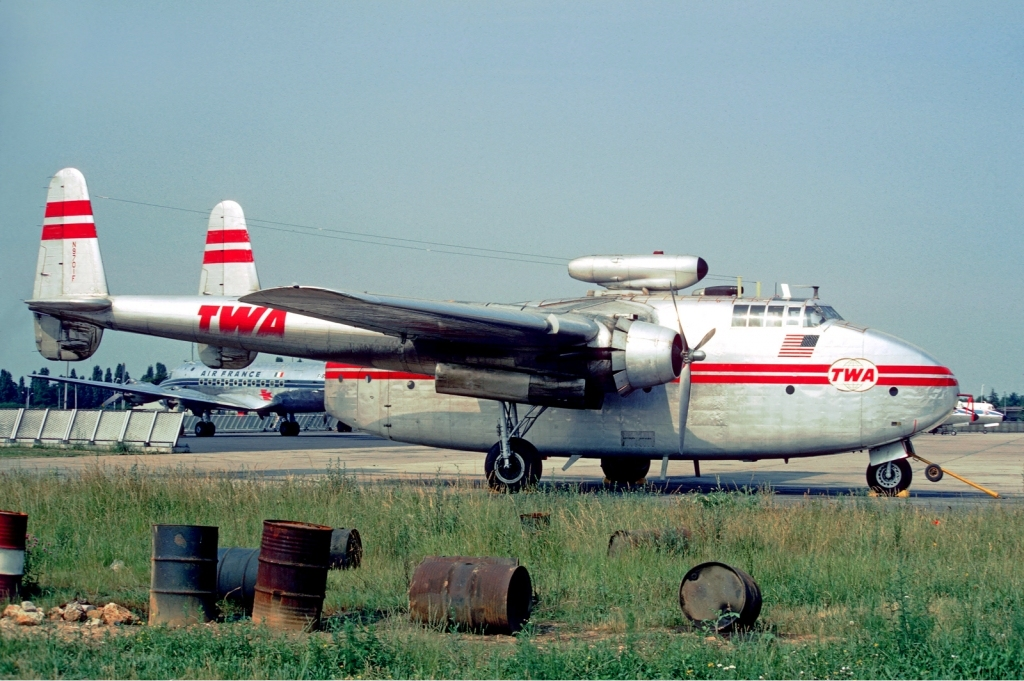
Packet aerolinek TWA vybavený pomocným proudovým motorem

Vývoj nového transportního letounu, který by koncepčně překonával stávající letouny Douglas C-47 Skytrain a Curtiss C-46 Commando, byl roku 1941 zadán americké firmě Fairchild. Ta jej vedla jako Model F-78. Nákladový prostor letounů C-47 a C-46 byl přístupný pouze bočními dveřmi, což ztěžovalo manipulaci s těžkým nákladem a vyžadovalo vybavení letišť specializovaným vybavením (rampy, jeřáby). Fairchild tento problém vyřešil tak, že C-82 byl tvoutrupý letoun s rozměrnou trupovou gondolou, na jejíž zádi byla rozměrná vrata. Díky tomu bylo možné nakládat přímo z nákladního automobilu, nebo do letounu vjíždět pomocí jednoduché rampy.
V roce 1942 byla odsouhlasena maketa letounu a objednána stavba prototypu XC-82. K jeho prvnímu letu došlo 10. září 1944. V té době už v Hagerstownu začínaly práce na výrobě prvního bloku 100 sériových C-82A. První však byly dodány až v září 1945 a do bojů nezasáhly. Druhá stokusová série byla u Fairchildu objednána na jaře 1945. Dalších 792 letounů bylo objednáno u společnosti North American, která postavila nový závod v Dallasu. Kvůli končící válce však stavbu C-82 postihly velké škrty. Fairchild do roku 1948 postavil celkem 220 sériových letounů, přičemž North American stihl postavit pouze tři C-82N.

## Konstrukce

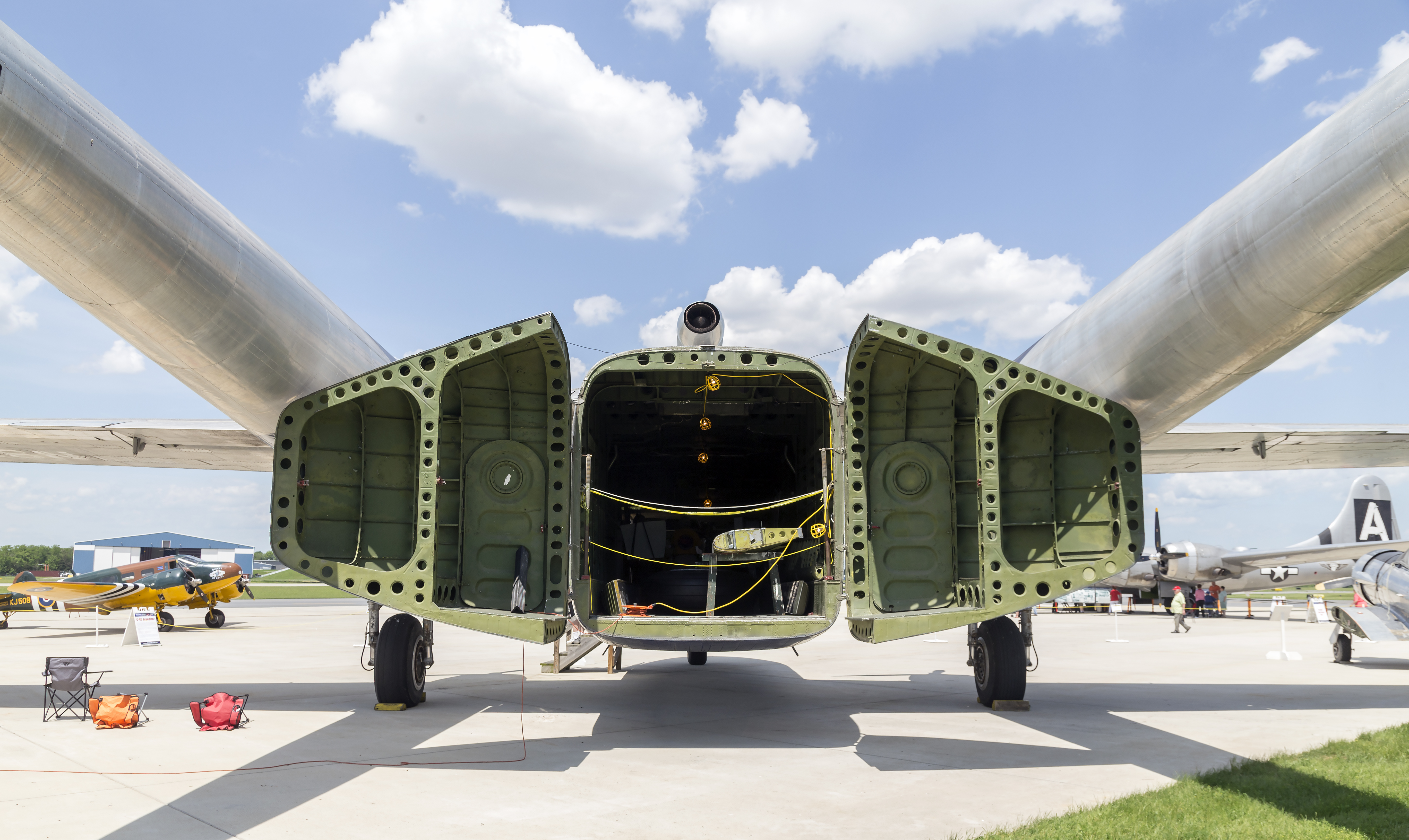
Záď letounu C-82

Jednalo se o celokovový hornoplošník, s rozměrnou trupovou gondolou a motorovými gondolami protaženými do funkce nosníků ocasních ploch. Křídlo bylo lomené do W. Trupová gondola obsahovala pilotní kabinu a rozměrný nákladový prostor přístupný dvoukřídlými vraty a dvěma páry bočních dveří. Až pod ně mohl pod nosníky projet nákladní automobil. Letoun unesl 42 výsadkářů, nebo 34 nosítek, nebo houfnici s tažným vozidlem, či jiný náklad do hmotnosti 5900 kg. Poháněly jej dva vzduchem chlazené přeplňované dvouhvězdicové motory Pratt & Whitney R-2800-85 Double Wasp o výkonu 1544 kW (2100 k).

## Služba

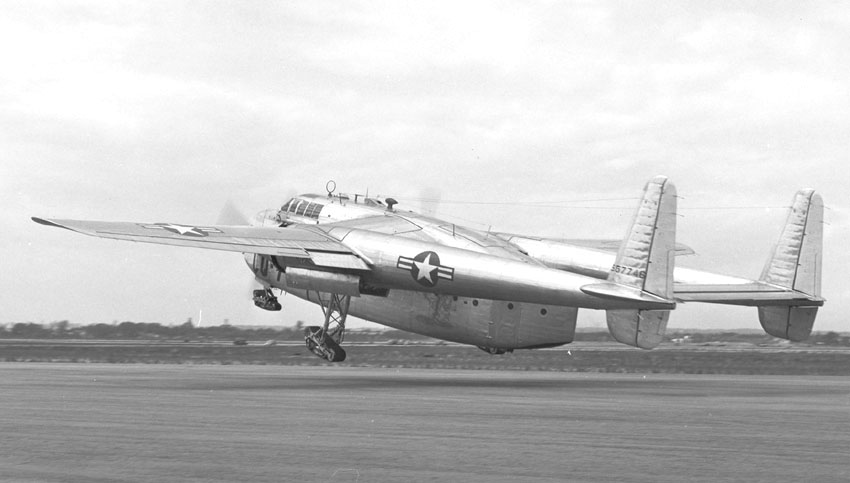
C-82 testovaný s pásovým podvozkem

Pět C-82 se během berlínské blokády zapojilo do leteckého mostu. Od září do listopadu 1948 provedly 252 letů, během kterých do města přivezly 1054 tun nákladu, zejména různé techniky (buldozery, stavební stroje atd.) použité například při stavbě Letiště Berlín-Tegel.

## Výskyt v kultuře
V roce 1965 byl C-82 použit při natáčení amerického filmu Let Fénixe.

## Specifikace (C-82A)

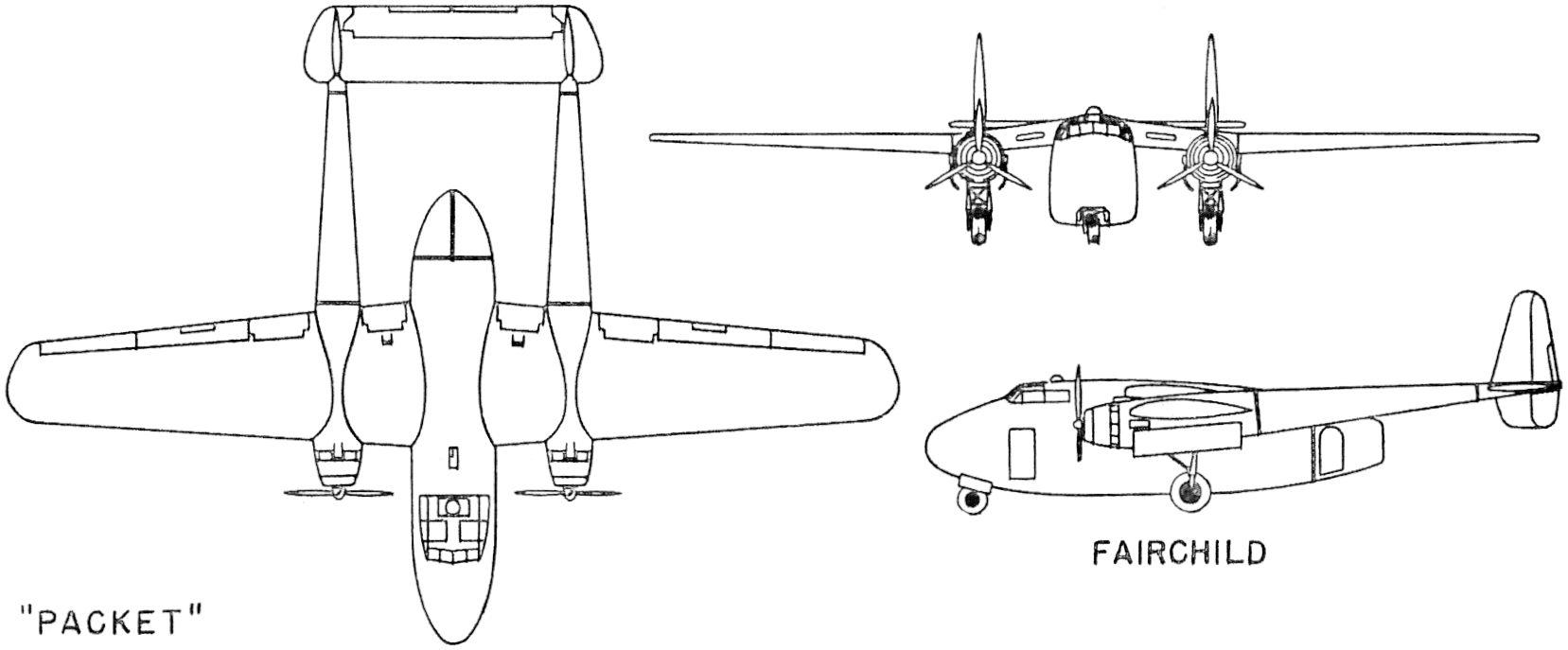
Třípohledový nákres C-82A

### Technické údaje
- Osádka: 3
- Kapacita: 5900 kg (např. 42 výsadkářů nebo 34 nosítek)
- Rozpětí: 32,461 m
- Délka: 23,495 m
- Výška: 8,026 m
- Nosná plocha: 130,065 m²
- Plošné zatížení: 188 kg/m²
- Hmotnost prázdného letounu: 12 045 kg
- Vzletová hmotnost: 19 051 kg
- Max. vzletová hmotnost: 24 494 kg
- Pohonná jednotka: 2 × vzduchem chlazený přeplňovaný dvouhvězdicový 18válec Pratt & Whitney R-2800-85 Double Wasp
  - Výkon pohonné jednotky: 2100 k (1544 kW)
- Poměr výkon/hmotnost: 0,128 kW/kg

### Výkony
- Maximální rychlost: 402 km/h
- Dostup: 8230 m
- Dolet: 3444 km